# Aap (astrologie)
De aap is het negende dier in de twaalfjaarlijkse cyclus van de Chinese dierenriem volgens de Chinese kalender.

## Karaktereigenschappen
Volgens de Chinese astrologie is iemand die onder het teken van de aap is geboren meestal vrolijk, vol energie en creatief. De aap heeft geen neiging tot het behouden of vergaren van zaken, is vrijgevig en heeft charme en gevoel voor humor. Apen kunnen diplomatiek overkomen omdat ze niet onvriendelijk willen zijn en daarom niet altijd een ander de waarheid zeggen. Apen verbergen hun emoties echter niet.
De aap kan goed problemen oplossen, waarbij hij goed luistert naar de ander. Soms kan de aap onredelijk zijn. Dan gebruikt hij al zijn vaardigheden om de hele wereld, inclusief zichzelf, ervan te overtuigen dat hij het juiste heeft gedaan.
Goede partners voor de aap zijn de Rat, de Os, de Tijger, het Konijn en de Draak. Afhankelijk van het karakter van de aap kan deze al dan niet goed overweg met de Slang. Een Hond kan lijden onder een relatie met een Aap; met de Geit en de Haan is het onzeker. De aap en het Varken hebben een wederzijdse bewondering voor elkaar.

## Jaar van de aap
Onderstaande jaren zijn jaren die in het teken van de aap staan. Let op: de Chinese maankalender loopt niet gelijk met de gregoriaanse kalender – het Chinees Nieuwjaar valt in januari of februari. Voor de jaren volgens de gregoriaanse kalender moet daarom bij onderstaande jaartallen 1 worden opgeteld.
1908 - 1920 - 1932 - 1944 - 1956 - 1968 - 1980 - 1992 - 2004 - 2016 - 2028 - 2040 - 2052

## Uur, windrichting en kleur van de aap
Het uur van de aap duurt van 15:00 tot 17:00 uur (Peking-tijd; de dag wordt in China traditioneel in 12 uren onderverdeeld).
De richting van de Aap is Westzuidwest; de kleur van de Aap is goud.